# کمال‌الدین و تمام‌النعمة
کتاب کمال الدّین و تمام النّعمة، تألیف محمد بن علی بن بابویه معروف به شیخ صدوق (متوفّی ۳۸۱ هـ ق) است.
از جمله کتاب‌هایی که در موضوع امام دوازدهم شیعیان و غیبت ایشان به رشته تحریر در آمده، این کتاب است. با وجود این که شیخ صدوق اولین کسی نیست که در این موضوع دست به تألیف زده است و لیکن کتاب «کمال الدین و تمام النعمه» از اولین کتابها و در عین حال مستندترین آنها در مسئله غیبت است.
محتوای این کتاب بر مأخذ اصلی شیعه الاصول الاربع مأة که قبل از سال ۲۶۰ هـ ق، توسط جعفر صادق و دیگر امامان شیعه گرد آوری شده، تکیه دارد. شیخ صدوق به خاطر این که پدرش ابن بابویه از فقهای عالیقدر و وکیل امام در قم بوده، توانست اطلاعات موثقی را دربارهٔ ارتباطات پنهانی بین وکلا و مهدی به وسیلهٔ چهار سفیر ارائه دهد. وی همچنین فصلی را دربارهٔ معمّرینی که بیش از صد سال عمر کرده‌اند، اختصاص داده، تا طول عمر امام دوازدهم را توضیح دهد.
شیخ صدوق می‌نویسد: «کتاب خود را زمانی که در نیشابور بوده جمع‌آوری و انشاء کرده است، زیرا غیبت امام عصر (عج) موجب حیرت و تحیّر در بین اکثریت شیعیانی که او را ملاقات می‌کردند، شده و در نتیجه باعث انحراف آنها گردیده بود».